# Sigurd Mathisen

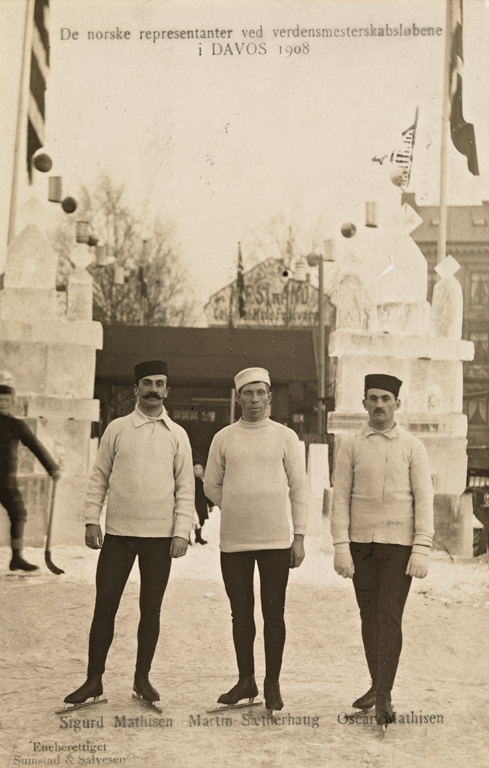
Sigurd Mathisen, broer Oscar en Martin Sæterhaug

Sigurd Mathisen (Kristiania, 26 april 1884 - 4 maart 1919) was een Noors schaatser.
Sigurd Mathisen tijdens zijn schaatscarrière een van de beste Noorse schaatsers. Aan het eind van zijn loopbaan werd hij overschaduwd door zijn jongere broer Oscar Mathisen.
Op het WK Allround van 1904 in Kristiania had Mathisen zich verbeterd ten opzichte van het voorgaande jaar door tweede te worden achter landgenoot Peter Sinnerud, die alle afstanden wist te winnen. De schaatsvereniging van Mathisen kwam er echter achter dat Sinnerud in de Verenigde Staten eenmaal deelnam aan een professionele wedstrijd. Aangezien amateurisme hoog in het vaandel stond bij de Internationale Schaatsunie werd Sinnerud achteraf gediskwalificeerd. Doordat Mathisen op alle afstanden tweede was geworden achter Sinnerud werd, na het schrappen van Sinnerud uit de uitslagenlijsten, Mathisen uitgeroepen tot wereldkampioen.

## Records

### Persoonlijk records
| Afstand      | Tijd    | Datum            | Baan       |
| ------------ | ------- | ---------------- | ---------- |
| 500 meter    | 44,4    | 9 februari 1908  | Davos      |
| 1500 meter   | 2.26,2  | 9 februari 1908  | Davos      |
| 5000 meter   | 9.05,2  | 1 februari 1909  | Davos      |
| 10.000 meter | 18.35,2 | 15 februari 1902 | Kristiania |

### Wereldrecords
| Nr.  | Afstand                  | Tijd    | Datum            | Baan       |
| ---- | ------------------------ | ------- | ---------------- | ---------- |
| jr1. | 10.000 meter (junioren)* | 18.35,2 | 15 februari 1902 | Kristiania |
| 1.   | 500 meter                | 44,4    | 9 februari 1908  | Davos      |

* = officieus wereldrecord

## Resultaten
| Jaar | EK Allround | WK Allround |
| ---- | ----------- | ----------- |
| 1902 | -           | (4e)        |
| 1903 | (6e)        | (3e)        |
| 1904 | -           | Goud        |
| 1905 | -           | -           |
| 1906 | -           | -           |
| 1907 | -           | -           |
| 1908 | 7e          | NS4         |
| 1909 | 4e          | 7e          |
| 1910 | -           | -           |
| 1911 | 9e          | -           |

### Medaillespiegel
| Kampioenschap | Goud | Zilver | Brons |
| ------------- | ---- | ------ | ----- |
| EK Allround   | 0    | 0      | 0     |
| WK Allround   | 1    | 0      | (1)   |